# Szabó Krisztián (autóversenyző)
Szabó Krisztián (1992. június 4.–) magyar autóversenyző. Síkrossz ifi magyar bajnok, háromszoros Autokrossz Európa-bajnok, továbbá kétszeres Ralikrossz Európa-bajnok, Super1600-as kategória győztes. Jelenleg a Ralikrossz-világbajnokságon a GRX Set versenyzője.

## Magánélete
Felesége Tóth Frida Sára, akivel 2019 nyarán házasodott össze. Két közös gyermekük van: Mózes és Éliás.

## Pályafutása
Nem nevezhető szokványosnak Szabó Krisztián sportolói pályája: 16 évesen, 2008-ban még sícross ifjúsági magyar bajnoki címet nyert, otthonra azonban a motorsportban talált. Hamar ráérzett az autókrossz ízére, és rövidesen az Európa-bajnokságon szerepelt, ahol 2009-ben és 2010-ben junior bajnoki címet nyert. Ezután következett a felnőttek mezőnye, a Buggy 1600 kategória, ahol 2013-ban harmadik Eb-trófeáját is begyűjtötte.
Krisztián gondolt egy nagyot, és a 2014-es év végén fejest ugrott egy új szakágba. Az autókrossz és a ralikrossz között persze sok hasonlóság van, köztük a pályák jellege és a lebonyolítás. A versenyzőnek azonban az új közeget, illetve a kifejezetten versenycélra épített vasszöcske után egy közúti autón alapuló, zárt karosszériás versenygépet kellett megszoknia. Korábban már belekóstolt a szakágba, de első igazi, nagy ralikrosszversenye a Super 1600-as Európa-bajnokság szezonzárója volt. Az újonc meglepetésre harmadikként fejezte be a döntőt, ami mutatta, sok keresnivalója van a szakágban.
A Volland Racing Skoda Fabiájával 2015-ben már a teljes szezonnak nekivágott a világbajnokság előszobájában. Portugáliában kiváló győzelemmel nyitott (a történelmi első magyar sikerrel az Európa-bajnokságon), az idényt pedig bronzérmes pozícióban fejezte be. Mintha egy új kihívás nem lenne éppen elég, életében először hagyományos versenypályán is szerepelt: egy kamionos sorozatban az Egyesült Államokban, a ChampTruck World Seriesben. Volt időszak a szezonban, amikor oda-vissza utazott az európai és amerikai versenyekre. Teljesítményéért az év magyar autóversenyzőjének választotta meg az MNASZ – 23 évesen ezt a díjat másodszor vehette át.
A következő szezonban teljes mértékben a ralikrosszra koncentrált, és a tanulóév után a 2016-os Európa-bajnoki címet vette célba. A feladat nem volt egyszerű, a dán Ulrik Linnemann hozzá hasonlóan kimagaslott a mezőnyből. A páros felváltva nyerte a futamokat, és pontversenyben is fordulóról fordulóra előzték egymást. A németországi szezonzáróra az Esteringen Krisztián érkezett hátrányban, a döntőben viszont hatból harmadik idei győzelmét szerezte, ami egyetlen pont különbséggel az Európa-bajnoki címet jelentette számára, a szakág eddigi legnagyobb magyar eredményét.
2017-re visszatért a Volland Racing csapatához és továbbra is a Super1600-ban vett részt az Európa-bajnokság küzdelmein. Az első három hétvége során kétszer is 2. lett, majd ezt követően sorozatban megnyerte Franciaországot és Litvániát, így ismét Ralikrossz Európa-bajnoki címet ünnepelhetett a kategóriájában.
2018-ra felkerült a Supercar mezőnyébe a kétszeres DTM bajnok Mattias Ekström csapatánál, ahol egy Audi S1-es volánja mögött részt vehetett az utolsó két fordulón. Krisztián ezt egy 2. pozícióval hálálta meg a francia versenyen.
2019-re már a Világbajnokságban tudhatta magát, ugyanis az EKS Sport megtartotta erre az esztendőre is. Rögtön egy 4. hellyel debütált az Emírségekben. 2020-ra Marcus Grönholm alakulatához, a GRX Set-hez igazolt egy Hyundai i20-at vezetve. Finnországban és Spanyolországban a finn Juha Rytkönen helyettesítette. 2021. október 10-én a belgiumi Spa-ban a 3. helyen végzett, amivel megszerezte Magyarország első dobogós helyezését a ralikrossz-világbajnokságon. Történelmi sikeréért az Autósport és Formula Magazin az "Év magyar autóversenyzőjének" választotta. 2021 decemberében egy interjúban elárulta, nem biztos benne, hogy marad a mezőnyben 2022-re.

## Eredményei

### Díjai, elismerései
| Év   | Díj                                                     |
| ---- | ------------------------------------------------------- |
| 2010 | FIA Közép-európai zóna: Év Tehetsége                    |
| 2010 | MNASz: Év Autocross Versenyzője                         |
| 2013 | MNASz: Év Autóversenyzője                               |
| 2015 | MNASz: Év Rallycross Versenyzője                        |
| 2015 | Regionális Prima Különdíj                               |
| 2016 | MNASz: Év Rallycross Versenyzője                        |
| 2021 | Autósport és Formula Magazin: Év Magyar Autóversenyzője |

### Karrier összefoglaló
| Év   | Bajnokság                                     | Kategória | Helyezés |
| ---- | --------------------------------------------- | --------- | -------- |
| 2008 | Magyar Autokrossz-bajnokság                   | Junior    | 1.       |
| 2009 | Euraca Cup Autokrossz Junior Európa-bajnokság | —         | 1.       |
| 2010 | Euraca Cup Autokrossz Junior Európa-bajnokság | —         | 1.       |
| 2013 | FIA Autokrossz Európa-bajnokság               | Buggy1600 | 1.       |
| 2014 | FIA Ralikrossz Európa-bajnokság               | Super1600 | 20.      |
| 2015 | FIA Ralikrossz Európa-bajnokság               | Super1600 | 3.       |
| 2016 | FIA Ralikrossz Európa-bajnokság               | Super1600 | 1.       |
| 2017 | FIA Ralikrossz Európa-bajnokság               | Super1600 | 1.       |
| 2018 | FIA Ralikrossz Európa-bajnokság               | Supercar  | 8.       |
| 2019 | FIA Ralikrossz-világbajnokság                 | Supercar  | 10.      |
| 2020 | FIA Ralikrossz-világbajnokság                 | Supercar  | 11.      |
| 2021 | FIA Ralikrossz-világbajnokság                 | RX1       | 5.       |

* A szezon jelenleg is zajlik.

### Teljes FIA Ralikrossz Európa-bajnokság eredménylistája
| Év   | Csapat            | Autó        | Kategória | 1     | 2     | 3     | 4     | 5     | 6     | 7     | 8   | 9     | Helyezés | Pont |
| ---- | ----------------- | ----------- | --------- | ----- | ----- | ----- | ----- | ----- | ----- | ----- | --- | ----- | -------- | ---- |
| 2014 | MGAMS Szolgaltato | Škoda Fabia | Super1600 | POR   | GBR   | NOR   | FIN   | SWE   | BEL   | FRA   | GER | ITA 3 | 20.      | 20   |
| 2015 | Volland Racing    | Škoda Fabia | Super1600 | POR 1 | BEL 6 | GER 3 | SWE 5 | FRA 9 | ESP 2 | ITA 5 |     |       | 3.       | 128  |
| 2016 | TQS Hungary KFT   | Škoda Fabia | Super1600 | POR 5 | GBR 1 | SWE 7 | FRA 1 | ESP 6 | GER 1 |       |     |       | 1.       | 137  |
| 2017 | Volland Racing    | Škoda Fabia | Super1600 | POR 2 | BEL 8 | SWE 2 | FRA 1 | LAT 1 | GER 6 |       |     |       | 1.       | 137  |
| 2018 | EKS Audi Sport    | Audi S1     | Supercar  | BAR   | BEL   | SWE   | FRA 2 | LAT 6 |       |       |     |       | 8.       | 47   |

### Teljes FIA Ralikrossz-világbajnokság eredménysorozata
| Év   | Csapat                | Autó            | Kategória | 1     | 2      | 3      | 4     | 5      | 6      | 7      | 8      | 9      | 10    | Helyezés | Pont |
| ---- | --------------------- | --------------- | --------- | ----- | ------ | ------ | ----- | ------ | ------ | ------ | ------ | ------ | ----- | -------- | ---- |
| 2019 | EKS Sport             | Audi S1         | Supercar  | UAE 4 | ESP 12 | BEL 12 | GBR 5 | NOR 12 | SWE 17 | CAN 10 | FRA 11 | LAT 10 | RSA 9 | 10.      | 91   |
| 2020 | GRX Set               | Hyundai i20 WRC | Supercar  | SWE 9 | SWE 7  | FIN    | FIN   | LAT 7  | LAT 11 | ESP    | ESP    |        |       | 11.      | 41   |
| 2021 | GRX-SET World RX Team | Hyundai i20     | RX1       | ESP 4 | SWE 5  | FRA 5  | LAT 4 | LAT 6  | BEL 3  | POR 4  | GER 3  | GER 7  |       | 5.       | 162  |

* A szezon jelenleg is zajlik.